# Football en Autriche
Le football est le sport le plus populaire en Autriche avec le ski alpin et le hockey sur glace. En 2022, l'Autriche compte 2200 clubs de football avec 297 000 pratiquants loin devant le tennis et le ski alpin.
La fédération d'Autriche de football (Österreichischer Fußball-Bund (de) ÖFB) gère le football dans le pays et organise les compétitions nationales et les matchs internationaux de la sélection d'Autriche. Elle est fondée en 1904. Elle est affiliée à la FIFA depuis 1905 et est membre de l'UEFA depuis sa création en 1954. 
À part au début des années 1930, avec l'équipe nationale surnommée das Wunderteam (l'équipe merveilleuse) qui remporte la Coupe internationale européenne précurseur du Championnat d'Europe des Nations, elle ne connaît pas beaucoup de succès, il faut attendre 2016 pour se qualifier la première fois à une phase finale du Championnat d'Europe de football, en 2008 l'Autriche était qualifié d'office en tant que pays hôte avec la Suisse.
En Coupe du monde de football l'Autriche fait bonne figure en 1934 (4e place) et en 1954 avec une troisième place, mais ne se qualifiera par la suite qu'à cinq éditions (1958, 1978, 1982, 1990, 1998).
En 1978 en Argentine, l'Autriche termine première de son groupe devant le Brésil, mais termine dernière au deuxième tour en battant tout de même l'Allemagne de l'Ouest  dans un match surnommé Das Wunder von Córdoba (le miracle de Cordoba).

## Histoire
Le football arrive en Autriche vers 1890, le premier championnat appelé 1.Klasse est créé par la fédération de Basse-Autriche en 1911, il devient professionnel en 1924 et se renomme 1.Liga. En 1929, est créée une ligue amateure excluant les clubs professionnels de Vienne. Avec l'annexion de l'Autriche par l'Allemagne en 1938, les clubs professionnels et les clubs juifs sont bannis. Les clubs autrichiens sont intégrés dans le système allemand, le Rapid Vienne gagne en 1938 la Coupe d'Allemagne, et en 1941 le championnat d'Allemagne. Le FC Vienna gagnera la Coupe d'Allemagne en 1943.
Après la deuxième guerre mondiale, la Staatsliga regroupe les clubs de Vienne, à partir de 1949 des clubs d'autres régions sont intégrés dans la première division nationale. L'année suivante est créée la deuxième division (Staatsliga B). En 1974, la première division devient la Bundesliga, la première saison est disputée avec 10 clubs.

## Compétitions

### Championnats
La Bundesliga est la plus haute division en Autriche, 12 équipes y participent, après un premier tour le championnat est scindé en deux, les 6 premiers jouant pour le titre et les six derniers pour la relégation. La deuxième division, longtemps appelée 1.Liga devient la 2.Liga en 2018 et se joue depuis avec 16 clubs, seul le champion est promu en première division.
Le troisième niveau se compose de trois groupes de Regionalliga, Est, Centre et Ouest.

### Coupe d'Autriche
La compétition est créée en 1918. Elle se joue en quasi-continu depuis sauf lors de la période de l’Anschluss (Annexion de l’Autriche par l’Allemagne Nazie) de  1939 à 1945 et entre 1950 et 1958 car la compétition avait perdue de l’intérêt. Avec la demande de la fédération autrichienne auprès de l'UEFA pour créer une Coupe d'Europe des vainqueurs de coupe de football, la coupe nationale est relancée en 1958. Comme les instances européennes sont défavorables au projet, la fédération autrichienne avec les pays organisateurs de la Coupe Mitropa lancent en 1960 le projet de la Coupes des coupes. L'année suivante le projet est repris par l'UEFA. La Coupe d'Autriche regagne ainsi de l'intérêt dans le pays. Par trois fois un club autrichien arrive en finale de la Coupe des vainqueurs de coupe (1978, 1985 et 1996).
L'Austria Vienne est le détenteur du record de victoires de la Coupe d'Autriche avec 27 titres.

## Les clubs autrichiens en compétitions européennes
Aucun club autrichien n'arrive en finale de la Ligue des champions ou de la Coupe d'Europe des champions, la meilleure performance dans cette compétition revient au Red Bull Salzbourg qui se qualifie pour les huitièmes de finale. L'Austria Salzbourg ancêtre du RB Salzbourg, arrive en finale de la Coupe UEFA 1993-1994 battu par l'Inter Milan. Dans la Coupe d'Europe des vainqueurs de coupe de football les clubs autrichiens jouent trois finales, sans jamais gagner. Le Rapid Vienne joue deux finales en 1985 et en 1996. Son rival de la capitale, l'Austria Vienne en 1978 sera le premier club autrichien à accéder en finale européenne.

## Équipe nationale

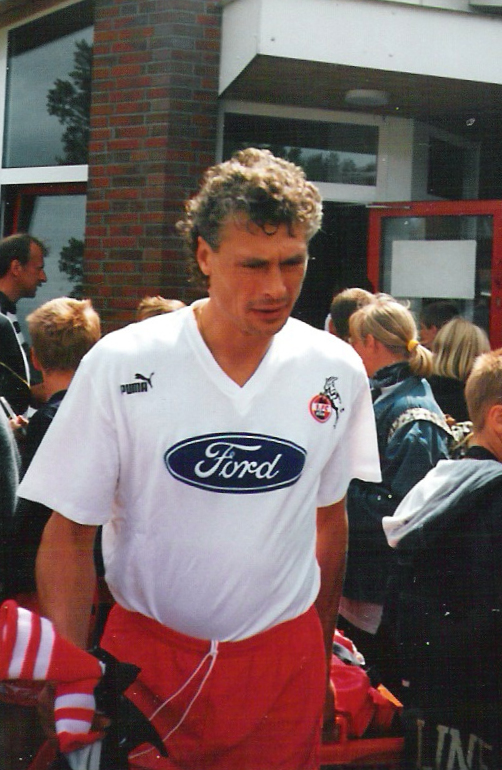
Toni Polster meilleur buteur de l'équipe nationale, ici avec le 1.FC Cologne

L'équipe nationale joue son premier match le 12 octobre 1902 contre la Hongrie, c'est le premier match international entre deux équipes non-britanniques. Les meilleures performances sont une troisième place à la Coupe du monde 1954 , une quatrième place en 1934 et une médaille d'argent aux Jeux olympiques de 1936 à Berlin.
Dans les années trente, l'équipe d'Autriche est surnommée das Wunderteam (l'équipe merveilleuse), elle impressionne par son jeu de passes rapides et sera invaincues 14 matches d'affilée. Lors de la Coupe du monde 1934 elle part favorite, élimine la Hongrie mais sera éliminé contre le futur vainqueur, l'Italie, dans un match avec de mauvaises conditions météo et un arbitrage en faveur du pays hôte. Parmi les grands noms de cette équipe, il y a Matthias Sindelar considéré comme le « plus grand footballeur autrichien de tous les temps », Josef Bican deuxième buteur le plus prolifique de l'histoire du football mondial, Anton Schall ou le capitaine Walter Nausch.
Le joueur le plus capé est Marko Arnautović et Toni Polster est le meilleur buteur avec 44 buts et également soulier d'or européen en 1987. Hans Krankl termine à la deuxième place du Ballon d'or 1978 et gagne le soulier d'or européen la même année.

### Le miracle de Cordoba
Lors de la Coupe du monde 1978 en Argentine, l'Autriche rencontre lors du dernier match du deuxième tour l'équipe d'Allemagne de l'Ouest, les Autrichiens sont déjà éliminés et les Allemands peuvent encore espérer se qualifier pour la finale ou la finale pour la troisième place à condition de gagner. Les Autrichiens vont anéantir les espoirs allemands en gagnant 3 à 2, le match sera considéré en Autriche comme la plus belle victoire de tous les temps et sera nommé le Miracle de Cordoba (das Wunder von Cordoba) alors qu'en Allemagne on désignera le match comme la débâcle de Cordoba (Schmach von Córdoba).

### La honte de Gijon
Le match RFA contre Autriche a eu lieu le 25 juin 1982 à Gijón en Espagne pendant la coupe du monde 1982. Appelé en allemand « Nichtangriffspakt von Gijón » (le pacte de non agression de Gijón) ou « Schande von Gijón » (la honte de Gijón), c'est le dernier match de poule du premier tour. Les deux protagonistes connaissent le résultat de l'autre match du groupe où l'Algérie gagne contre le Chili et peut espérer se qualifier pour le deuxième tour. Lorsque l'Allemagne mène 1 à 0 contre l'Autriche, un résultat qui qualifie les deux équipes, il s'ensuit une parodie de match de football.
Depuis ce match, la FIFA et l'UEFA décident de faire jouer les matchs de la dernière journée des poules en même temps afin d'éviter ce scénario.

## Football féminin

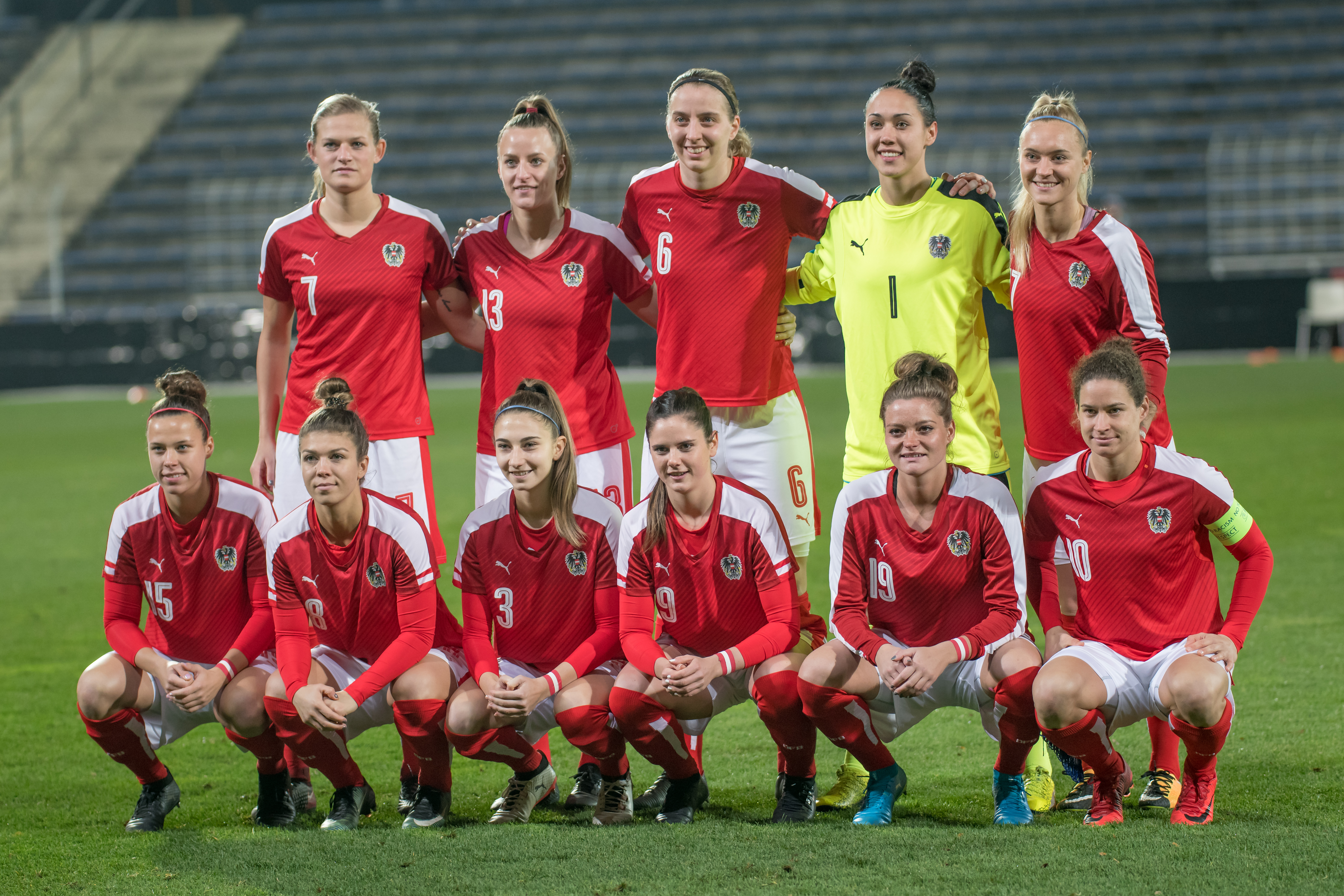
L'équipe d'Autriche.

En 2022, le football féminin en Autriche se pratique en majorité au niveau des jeunes, sur 11 251 licenciées plus de la moitié sont des jeunes filles. Le pays ne compte qu'une trentaine de joueuses professionnelles.

### Championnats
Le football féminin commence vers 1920 en Autriche, en 1924 est fondée le premier club féminin à Vienne. En 1936 se dispute le premier championnat, en 1938 avec le changement de régime politique la saison en cours n'est pas terminée et le football féminin est interdit. Il faut attendre la fin des années 1960 pour relancer le football féminin. Le premier championnat après l'époque nazie se joue en 1972 dans la région de Vienne. À partir de 1982, la fédération autrichienne prend le football féminin sous sa coupe et organise la Bundesliga féminine.
Le SV Neulengbach sera le club majeur dans les années 2000 à 2010, remportant 12 championnats et 10 Coupes d'Autriche. À partir de 2014, c'est le club de SKN St. Pölten Frauen qui prend le devant de la scène enchaînant 8 titres de 2015 à 2023, et étant également le premier club autrichien à se qualifier pour la phase de groupes de la Ligue des champions nouvelle formule.

### Équipe nationale
Le football féminin connaît un essor dans les années 1970 à 1990, mais uniquement dans la région de Vienne. La fédération de football de Vienne demande au début des années 1990 à la fédération nationale (ÖFB) d'accroître son soutien au football féminin. La fédération de Vienne forme au printemps 1990 une équipe à partir des deux meilleures équipes locales pour disputer un match contre la Tchécoslovaquie. Cette initiative privée oblige l'ÖFB à agir et à constituer une équipe nationale officielle.
L'équipe d'Autriche féminine dispute son premier match le 25 août 1990 contre la Suisse. En 2017, l'Autriche se qualifie la première fois pour la phase finale d'un Championnat d'Europe féminin. Elle ne participe à aucune Coupe du monde, en 2023 l'Autriche échoue au premier tour des barrages contre l'Écosse.

## Stades
Liste des stades en Autriche avec plus de 30 000 places :
| # | - | Stade                | Capacité | Club                  | Ville      | Notes |
| - | - | -------------------- | -------- | --------------------- | ---------- | ----- |
| 1 |   | Ernst Happel Stadion | 50 865   | équipe nationale      | Vienne     | UEFA  |
| 2 |   | Hypo-Arena           | 32 000   | SK Austria Klagenfurt | Klagenfurt |       |
| 3 |   | Red Bull Arena       | 30 188   | Red Bull Salzburg     | Salzbourg  |       |
| 4 |   | Allianz Stadion      | 30 000   | SK Rapid Wien         | Vienne     |       |

## Autres

### Futsal
La Futsal Bundesliga est la première division de futsal d'Autriche. Elle est fondée en 2002. La ligue est jouée selon les règles de l'UEFA et organisée par la Fédération autrichienne de football et comprend actuellement 12 équipes.